# Inoue Masashige
Inoue Masashige (jap. 井上 政重; * 1585 in der Provinz Ōmi (Japan); † 27. März 1661 in Edo) stieg im Laufe seiner Karriere zum Großinspekteur der frühen Edo-Zeit auf und verfolgte in dieser Funktion die Unterdrückung des Christentums in Japan ebenso wie die Übernahme nützlichen europäischen Wissens. Für zwei Jahrzehnte (1640 bis 1660) war er die Schlüsselfigur in den Beziehungen der Tokugawa-Regierung zur Niederländischen Ostindien-Kompanie.

## Leben
Inoue Masashige wurde als vierter Sohn von Inoue Kiyohide (井上 清秀, 1533–1604) eines Vasallen von Ōsuga Yasutaka (大須賀 康高), dem Herren der Burg Yokosuka, in der Provinz Ōmi geboren. Seit 1608 diente er in der Leibwache des zweiten Shōguns der Tokugawa Dynastie, Tokugawa Hidetada. Aufgrund seiner Verdienste im Sommerfeldzug des Jahres 1615 gegen Toyotomi Hideyori (siehe Belagerung von Ōsaka) wurde er 1616 Tokugawa Iemitsu überstellt. 1619 erhielt er ein Lehen mit einem jährlichen Reiseinkommen von 500 Koku. Im Laufe der weiteren Karriere wurde dieses schrittweise erweitert. Seit 1627 trug er den Ehrentitel Chikugo-no-kami (筑後守).
Tokugawa Iemitsu stieg 1623 zum Shōgun auf. Nachdem er 1632 mit dem Tode seines Vaters freie Hand für eingreifende Maßnahmen gewonnen hatte, legte er während der folgenden Jahrzehnte die Grundlagen für das über zwei Jahrhunderte andauernde Herrschaftssystem seiner Familie. Inoue wurde noch im selben Jahr zum Großinspekteur (大目付, ōmetsuke) ernannt. In diesem neu eingerichteten Amt war er für alle sicherheitsrelevanten Vorgänge verantwortlich, besonders die Überwachung der Regionalherren, der hohen Zeremonienmeister und des Hofes sowie der Beziehungen zum Ausland. Für seine Rolle bei der Niederschlagung des Shimabara-Aufstandes (1637/38) und beim Ausbau des Schlosses in Edo erhielt er 1640 in Takaoka (Provinz Shimousa) ein Lehen, das jährlich 10000 Koku  Reis einbrachte und bis zum Ende der Edo-Zeit als Sitz der Familie diente. Dazu kam der Posten als Kommissar für Religiöse Fragen (shūmon bugyō) im Amt für Religionskontrolle (宗門改役, shūmon-aratame yaku), das er bis 1659 ausübte. In dieser Position hatte er Zugang zum Shōgun, über ihm standen nur noch die wenigen Reichsräte. 1644 sorgte er im Auftrag des Shogun dafür, dass die Lehen Regionalkarten (kuniezu, shiroezu) und Register zu den Reisproduktionskapazitäten usw. (gōchō) anfertigen, mit denen man in Edo eine neue präzisere Gesamtkarte des Landes herstellte.

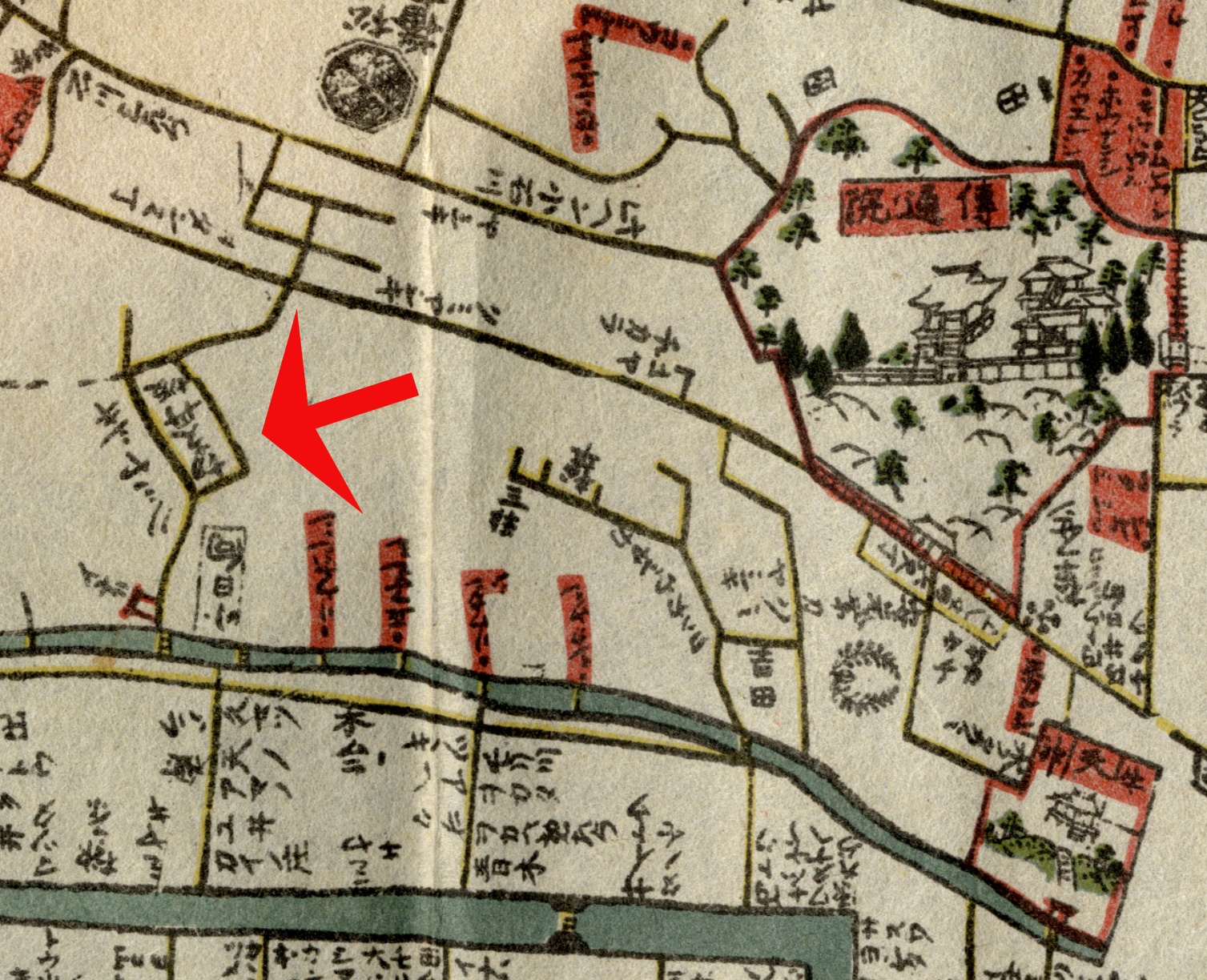
Der „Christenhügel“ (Kirishitan-saka) auf einem Stadtplan von Edo aus dem Jahre 1771

Gedenkstein zur Markierung des Christengefängnisses in Tokyo (Bunkyōku, Kohinata)

Inoue unterhielt zwei Residenzen in Edo. Die Nebenresidenz im Stadtteil Kohinata auf einer kleinen Anhöhe gelegen, diente als Gefängnis und Amtssitz. Da hier viele Christen schmachteten, sprach man vom „Christenanwesen“ (Kirishitan Yashiki) und nannte den Hügel bis ins 19. Jahrhundert auch „Christenhügel“ (切支丹坂, Kirishitan-saka). Da gingen Beamte, Spitzel und Denunzianten ein und aus, Häftlinge wurden vorgeführt, Nachrichten analysiert und bewertet, Lageberichte entworfen. Ein effizienter Arbeitsstil war unerlässlich. Persönliche Aversionen gegen Europäer sucht man in den Quellen vergeblich. Nach Folterungen bzw. deren Androhung vom Christentum abgefallene Missionare blieben am Leben. Den zum Buddhismus konvertierten Ex-Jesuiten Cristóvão Ferreira übernahm er gar in seine Dienste. Fortan diente Ferreira unter dem Namen Sawano Chūan als Berater in Religionsfragen und als Vermittler von Fachwissen, besonders zur Astronomie. Wer hingegen nicht vom Glauben lassen wollte wie z. B. der japanische Pater Petro Kasui Kibe (1587–1639), wurde hingerichtet. Das Volk fürchtete ihn, sein Faible für Westliches war stadtbekannt. „Sieht aus wie ein Japaner, Freund der Südbarbaren, unberechenbar, der Christenkommissar (Kirishitan bugyō) Inoue, Bewahrer von Chikugo“, lautete ein anonymes Wandgekritzel im Stadtteil Ueno, das ein Beamter 1651 als bedenklich notierte und so der Nachwelt überlieferte.
Als die Bevölkerung Nagasakis nach der Ausweisung der Portugiesen ihre wirtschaftliche Not beklagte, wurde er im Herbst 1640 in die Stadt entsandt, wo er mit den beiden Gouverneuren die Verlegung der Handelsniederlassung der Niederländischen Ostindien-Kompanie von Hirado nach Nagasaki auf die künstlich aufgeschüttete Insel Dejima (Deshima) in die Wege leitete. Wann immer etwas gegenüber den Niederländern durchzusetzen oder abzugleichen war, trat Inoue in Erscheinung. Inoue sorgte für die Vorbereitung der jährlichen Audienzen des Leiters der niederländischen Handelsniederlassung am Hofe des Shōgun. Er regelte die Verteilung der Geschenke, leitete die Wünsche der Reichsräte weiter und kümmerte sich um alle anstehenden Probleme. Mit den Europäern pflegte er einen Umgang, der Selbstvertrauen und Spielraum verrät. Interessante Leute wurden eingeladen und bewirtet. Gelegentlich sprach er dabei dem importierten Rotwein und Sake zu und fiel durch überlautes Lachen auf. Einmal ließ er für seine Gäste gar ein Ferkel schlachten und auf europäische Weise zubereiten. Andererseits achtete er darauf, nicht zu sehr in das Netz wechselseitiger Gefälligkeiten und Verpflichtungen zu geraten.
Inoue sammelte nicht nur Informationen aus dem eigenen Lande. Die Niederländer mussten jährliche Berichte (fūsetsu gaki) einreichen, die während persönlicher Begegnungen mehr oder minder dezent überprüft wurden. Dazu kamen jährliche Bestellungen. Tagebücher der Leiter der niederländischen Handelsniederlassung erwähnen einen Garten in seinem Anwesen, dem europäische Mitbringsel eine aparte Note gaben: Wasserräder und Minischleusen im Bächlein, fremdländische Pflanzen bis hin zu Tulpen, die während der dreißiger Jahre in den Niederlanden eine Spekulationsblase (Tulpenmanie) ausgelöst hatten. Inoue bestellte terrestrische und Himmelsgloben, Fernrohre, Bücher, Taschenuhren, Hohlspiegel, Brillen, Gemälde, Karten, Signaltrompeten, Feuerlöschpumpen, Kornmühlen, Feuerwaffen und anderes mehr. Sonderanfertigungen wie ein in einem „Wandelstock“ verborgenes neunschüssiges Gewehr geben Anlass zu allerlei Spekulationen hinsichtlich seiner Gefährdungslage.
Er gehörte dadurch zu den wenigen Japanern, die wussten, das die Erde eine Kugel war, vier Monde um den Jupiter kreisten und wer im fernen Westen gerade mit wem gegen wen koalierte. Inoue hatte die technologische Potenz der Europäer erkannt und suchte sie nach Kräften zu nutzen. So betrieb er mehr als ein halbes Jahrhundert vor dem Aufkommen der sogenannten „Holland-Studien“ (Rangaku) die Übernahme westlicher Techniken und Wissenschaften, darunter der Heilkünste. Auch aus persönlichen Motiven. Er litt an Hämorrhoiden, Blasensteinen und einem Katarrh, womit seine Leibärzte nicht zurechtkamen, und so mehrten sich mit den Jahren die Anfragen bei den Ärzten der Handelsniederlassung Dejima nach geeigneten Therapien. Seine Vorliebe für westliche Heilmittel inspirierten einen mutigen Mann aus dem Volke zur Kritzelei: „Heutzutage gibt es Mumie, Bezoar, Einhorn – die vergeblichen Wundermittel der Exzellenz Inoue“.
1658 zog er sich von seinem Amt zurück. Zuvor stellte er für seinen Nachfolger diverse Papiere zur Aufdeckung von heimlichen Christen, zum Vorgehen bei Verhören, zu einigen Einzelfällen einschließlich eines Abrisses der christlichen Lehre zusammen. Diese „Christen-Aufzeichnungen“ (契利斯督記, Kirishito-ki) wurden durch Hōjō Ujinaga (1609–1670, 北条 氏長) redigiert und 1797 von dem Konfuzianer Ōta Zensai (1759–1829, 太田 全斎) überarbeitet. Eine deutsche Übersetzung erschien 1940.
1661 starb Inoue im Alter von 77 Jahren und wurde im Jōshin-Tempel (浄心寺, Jōshin-ji) zu Edo beigesetzt. Inoues ältester Sohn Masatsugu, der der Familiengenealogie zufolge „wegen seiner Talentlosigkeit zurückgezogen“ lebte, war bereits 1650 gestorben. An seiner Stelle übernahm dessen Sohn Masakiyo (井上 政清, 1628–1675) das Lehen in Takaoka (Provinz Shimousa).
Inoue Masashige war ein gebildeter, gut funktionierender Spitzenbeamter, der ganz auf der politischen Linie des Shōgun Iemitsu alles tat, was der Stärkung des Herrschaftssystems der Tokugawa zugutekam. Es zeugt von Weitsicht, wenn er in einer Phase, als das Tokugawa-Regime noch damit beschäftigt war, die Handels- und Informationsströme unter Kontrolle zu bekommen, auf bestimmten Gebieten eher eine Ausweitung des Austausches mit den Europäern anstrebte. Diese Aktivitäten, die auf die Vertreter der Kompanie einen großen Eindruck machten, ließen bis kurz vor seinem Tode nicht nach. Seine Vorgaben setzte er mit Charme, nötigenfalls mit Gewalt durch. Dass er in der katholischen Japanliteratur jener Zeit schlecht wegkommt, hat handfeste, grausame Gründe. Doch auch die in den Tagebüchern und Briefen der niederländischen Ostindien-Kompanie zu findenden Bezeichnungen wie „unser Patron“ oder „unser Fürsprecher“ waren angemessen.

## Darstellung in Literatur und Film
Inoue erscheint im Roman „Schweigen“ (Chinmoku) von Endō Shūsaku, der die Figur jedoch ziemlich frei gestaltete. Inoue ist hier ein ehemaliger Christ, wofür es in historischen Quellen keinerlei Beleg gibt.
1971 verfilmte Masahiro Shinoda den Stoff als „Chinmoku“. Die Rolle des Inoue verkörperte der Schauspieler Eiji Okada.
Endōs Roman wurde 2016 erneut durch Martin Scorsese unter dem Titel „Silence“ verfilmt und am 1. Dezember 2016 im Vatikan uraufgeführt. Der Schauspieler Issey Ogata spielt in diesem Film Inoue.